# نطاق (إنترنت)

التسلسل الهرمي للتصنيفات في اسم النطاق domain name.

اسم النطاق (بالإنجليزية: Domain name) للإنترنت، هو سلسلة تعريف (بالإنجليزية: String) تُحدد مجال الإسْتِقْلاليّة أو الاختصاص أو الإشْراف داخِل الإنترنت. تتكون أسماء النطاقات تبعا لقواعد وإجراءات نظام أسماء النطاقات (بالإنجليزية: DNS). أي اسم مُسجل في نظام أسماء النطاقات (بالإنجليزية: DNS) هو بالتالي: اسم نطاق. تُستخدم أسماء النطاقات في المجالات الشبكية المختلفة ولأغراض التسمية والعنونة الخاصة بالتطبيقات. يمثل اسم النطاق أحد موارد بروتوكول الإنترنت (IP) مثل جهاز حاسوب شخصي يتصل بالإنترنت، أو خادم (بالإنجليزية: server) يستضيف موقع ويب، أو موقع الويب نفسه، أو أي خدمة أخرى تتصل عبر الإنترنت. في عام 2015 وحده، تم تسجيل 294 مليون اسم نطاق.
اسم النطاق هو باختصار اسم يدل على عنوان بروتوكول الإنترنت (IP) الخاص بالخادم الذي يحمل هذا الرقم وبحاسوب المتصل بالإنترنت.

## الاستخدامات
تُستخدم أسماء النطاقات في استخدامات متعددة مثل:
- الاسم الذي يميز حاسوبا أو عدة حواسيب على الإنترنت. يظهر هذا الاسم جزءا من اسم عنوان إنترنت (URL) لـموقع ويب، على سبيل المثال: ar.wikipedia.org
- المنتج الذي تعطيه شركات تعيين وتسجيل أسماء النطاقات لعملائها. هذه الأسماء غالباً ما تُدعى أسماء النطاقات المُسجلة وهنا يكون بروتوكول الإنترنت (IP) وعدة نطاقات تدل عليه والتي تسمى نطاقات فرعية.
- الأسماء التي تُستخدم لأغراض متعددة في نظام أسماء النطاقات (DNS) كالاسم الذي يتبع علامة @ في البريد الإلكتروني، أو مجال المستوى الأعلى (TLD) مثل الأسماء: .com و.net أو تلك المستخدمة من قِبَل خدمة الصوت عبر الإنترنت.
- بعض مسوقي الويب يطلقون هذا الاسم على عنوان الويب، ولكن هذا بشكل عامي. وهو غير صحيح.

## التاريخ
أول استعمال لنظام أسماء النطاقات يعود إلى عام 1983. كان ذلك على مستوى أربانت. نشرت قوة مهمات هندسة الإنترنت ذلك فيما بعد في أر إف سي 882 و أر إف سي 883.